# Episodi di Bronco (quarta stagione)
La quarta stagione della serie televisiva Bronco è andata in onda negli Stati Uniti dal 16 ottobre 1961 al 20 agosto 1962 sulla ABC.
| nº | Titolo originale           | Prima TV USA     |
| -- | -------------------------- | ---------------- |
| 1  | Cousin from Atlanta        | 16 ottobre 1961  |
| 2  | Prince of Darkness         | 6 novembre 1961  |
| 3  | One Came Back              | 27 novembre 1961 |
| 4  | The Equalizer              | 18 dicembre 1961 |
| 5  | The Harrigan               | 25 dicembre 1961 |
| 6  | Beginner's Luck            | 1º gennaio 1962  |
| 7  | Ride the Whirlwind         | 15 gennaio 1962  |
| 8  | Sure Thing                 | 22 gennaio 1962  |
| 9  | Trail of Hatred            | 5 febbraio 1962  |
| 10 | Rendezvous with a Miracle  | 12 febbraio 1962 |
| 11 | Destinies West             | 26 febbraio 1962 |
| 12 | The Last Letter            | 5 marzo 1962     |
| 13 | One Evening in Abilene     | 19 marzo 1962    |
| 14 | Until Kingdom Come         | 26 marzo 1962    |
| 15 | Moment of Doubt            | 2 aprile 1962    |
| 16 | A Town That Lived and Died | 9 aprile 1962    |
| 17 | Immovable Object           | 16 aprile 1962   |
| 18 | Then the Mountains         | 20 agosto 1962   |

## Cousin from Atlanta
- Prima televisiva: 16 ottobre 1961
- Diretto da: Michael O'Herlihy
- Scritto da: Peter Germano

### Trama
- Guest star: Anne Helm (Amanda Layne), Joseph Gallison (Tommy Dancer), Kaye Elhardt (Gail Summers)

## Prince of Darkness
- Prima televisiva: 6 novembre 1961
- Diretto da: Marc Lawrence

### Trama
- Guest star: John Howard (Miller), Denver Pyle (Mason), Byron Keith (colonnello Traver), Donna Drew (Enid Taylor), Alan Reynolds (Hughes), Keith Richards (Felton), Efrem Zimbalist Jr. (Edwin Booth)

## One Came Back
- Prima televisiva: 27 novembre 1961
- Diretto da: Robert Sparr

### Trama
- Guest star: Charles Fredericks (Barnett), William Bryant (Willoughby), Karen Steele (Vicky), John Ramondetta (Pete), Paul Keast (Anderson), Francis DeSales (Massey), Robert McQueeney (Jeremy)

## The Equalizer
- Prima televisiva: 18 dicembre 1961
- Diretto da: Marc Lawrence

### Trama
- Guest star: Frank Albertson (Gage), Marie Windsor (Belle), Steve Brodie (Butch Cassidy), Sheldon Allman (Billy Doolin), James Seay (Hayes), Don 'Red' Barry (Mace), Toby Michaels (Ella), Jack Elam (Toothy Thompson), Harry Lauter (Morgan), Jack Nicholson (Bob Doolin)

## The Harrigan
- Prima televisiva: 25 dicembre 1961
- Diretto da: Robert Sparr
- Soggetto di: William L. Stuart

### Trama
- Guest star: Wright King (Allen Miller), Dick Graf (Miles), Kathie Browne (Heather), Sean McClory (Terrence Harrigan), Ken Lynch (Wallace), Jack Cassidy (Edward Miller)

## Beginner's Luck
- Prima televisiva: 1º gennaio 1962
- Diretto da: Leslie H. Martinson

### Trama
- Guest star: Jean Willes (Dolly), Dan O'kelly (Hadel), Keith Richards (Jim Grant), Buzz Martin (Lew Grant), Walter Coy (Springer), Virginia Christine (Martha), Pamela Austin (Marion), Hayden Rorke (Wigram)

## Ride the Whirlwind
- Prima televisiva: 15 gennaio 1962
- Diretto da: Gunther von Fritsch

### Trama
- Guest star: George Petrie (Tom Egan), Robert G. Anderson (Len Peters), Willis Bouchey (giudice Fowler), Edward Platt (sceriffo Lockwood), Chad Everett (Johnny), Vaughn Taylor (dottor Miles Gillis)

## Sure Thing
- Prima televisiva: 22 gennaio 1962
- Diretto da: Paul Landres

### Trama
- Guest star: Trevor Bardette (Dutch Vandervort), Russell Thorson (Armitage), Mickey Simpson (Jonah), Joan Taylor (Lorain), Barry Kelley (Poole), Alan Hale, Jr. (Squire)

## Trail of Hatred
- Prima televisiva: 5 febbraio 1962
- Diretto da: Paul Landres

### Trama
- Guest star: James Griffith (caporale Fonda), Joseph Gallison (soldato Foster), Rian Garrick (tenente Steve Powell), Nina Shipman (Cathy Foreman), Kent Smith (Dana Powell)

## Rendezvous with a Miracle
- Prima televisiva: 12 febbraio 1962
- Diretto da: Gunther von Fritsch
- Scritto da: Bob Wehling

### Trama
- Guest star: Paul Fierro (Lobo), Julie Van Zandt (Sorella Mary), Mabel Albertson (Mother Maria), Rico Alaniz (Rico Cardido), Gloria Talbott (Valentine Ames)

## Destinies West
- Prima televisiva: 26 febbraio 1962
- Diretto da: George Waggner
- Scritto da: Barry Shipman

### Trama
- Guest star: Jon Lormer (Doc Emery), James Anderson (Steve Gerard), Leo Gordon (Nero Hollister), Don 'Red' Barry (Stumpy), Kathleen Crowley (Belle Sidden), Gregg Palmer (Colton), Ed Prentiss (colonnello Wells), Bing Russell (Rance Crosby), Robert McQueeney (maggiore Creighton)

## The Last Letter
- Prima televisiva: 5 marzo 1962
- Diretto da: Robert Sparr

### Trama
- Guest star: Doye O'Dell (Marsten), Patricia Crest (Delia Harte), Robert J. Wilke (Buckin), Joseph Gallison (Rob), Robert Colbert (Quill), Ernest Sarracino (Solado)

## One Evening in Abilene
- Prima televisiva: 19 marzo 1962
- Diretto da: Richard Benedict

### Trama
- Guest star: Tony Young (Tod Chapman), Lee Van Cleef (Clune), Jack Cassidy (Wild Bill Hickock), Jered Barclay (Clay Farraday), Tom Gilson (Boley), George Petrie (Coe), Lisa Gaye (Donna Coe)

## Until Kingdom Come
- Prima televisiva: 26 marzo 1962
- Diretto da: Paul Landres

### Trama
- Guest star: Kathleen Freeman (Mrs. Kelly), Michael Davis (Phillip), Philip Carey (Josh Glendon), Ken Lynch (Lacey), Richard Flato (Tremaine), Jacqueline Beer (Duchess Eugenia)

## Moment of Doubt
- Prima televisiva: 2 aprile 1962
- Diretto da: Paul Landres
- Scritto da: Lester Fuller

### Trama
- Guest star: Laurie Mitchell (Bess), Tol Avery (Turfowe), Earl Hammond (Mercer), Walter Brooke (Hammond Craig), Bill Walker (Dorso), Frank Wilcox (colonnello), Doodles Weaver (Grimes), Roxane Berard (Petra)

## A Town That Lived and Died
- Prima televisiva: 9 aprile 1962
- Diretto da: Paul Landres

### Trama
- Guest star: Russell Thorson (Sutton), E. J. Andre (Murdo), Jolene Brand (Emily), Robert Rockwell (Van Dix), Ahna Capri (Emily a 15 anni)

## Immovable Object
- Prima televisiva: 16 aprile 1962
- Diretto da: Sidney Salkow

### Trama
- Guest star: George N. Neise (maggiore Moore), Robert Hogan (capitano Meadows), Mike Road (Emmett Dawson), Maggie Pierce (Melvina Streeter), J. Edward McKinley (governatore), William Bell (Charlie Streeter), William Fawcett (Tom Christopher)

## Then the Mountains
- Prima televisiva: 20 agosto 1962
- Diretto da: George Waggner

### Trama
- Guest star: Gerald Mohr (Bohannon), Susan Seaforth Hayes (Julie Mae), Med Flory (Pelham), Ken Mayer (Horse Trader), James Best (Banton), Jim Boles (Hawley)